# Kommunalakademie Niederösterreich
Die Kommunalakademie Niederösterreich in Sankt Pölten ist eine Institution der Erwachsenenbildung mit dem Schwerpunkt der fachspezifischen Aus- und Weiterbildung von Gemeindebediensteten und -mandataren.

## Gründung und Organisation
Am 5. November 1971 wurde die als Verein konstruierte NÖ Gemeindeverwaltungsschule und Kommunalakademie (GVS) vom damaligen Landeshauptmann von Niederösterreich eröffnet. In den 35 Jahren zwischen 1971 und 2006 fanden 2034 Kurse und Seminare mit 79.600 Teilnehmern statt. Im Jänner 2008 erfolgte im Zuge der Neuorganisation die Umbenennung in Kommunalakademie Niederösterreich (Community Management Academy).
Der Sitz der KA NÖ ist St. Pölten, das Tätigkeitsfeld auf das Bundesland Niederösterreich beschränkt. Die KA NÖ ist unpolitisch und gemeinnützig, als Mitglieder gehören ihr derzeit das Land Niederösterreich, der Verband niederösterreichischer Gemeindevertreter der Österreichischen Volkspartei und der Verband Sozialdemokratischer Gemeindevertreter in Niederösterreich an.
Seit Juni 2002 besteht eine Partnerschaft mit der Kommunalakademie Rheinland-Pfalz, 2004 wurde eine Kooperation mit der Donau-Universität Krems im Bereich Verwaltungsmodernisierung/E-Government geschlossen und seit 2006 besteht eine Kooperation mit der Fachhochschule Wiener Neustadt im Bereich des Studienzweiges „Wirtschaftsberatende Berufe“.

## Zweck und Aufgaben
Nach ihren Statuten verfolgt die Kommunalakademie Niederösterreich folgende Ziele:
- Die Ausbildung der Gemeindebediensteten durch Schulungen.
- Die Weiterbildung der Gemeindefunktionäre durch Vorträge und Fachseminare
- Die Fortentwicklung des kommunalen Rechtes, der kommunalen Verwaltung und der kommunalen Politik.
- Die Herausgabe oder die Mitwirkung bei der Herausgabe von Fachbüchern, Fachschriften und sonstigen Fachbehelfen.

Dieses Maßnahmenpaket soll auch als Dienst am Bürger verstanden werden, da nur motivierte und bestens ausgebildete Bedienstete sowie informierte Gemeindemandatare die immer schwieriger und umfangreicher werdenden Aufgaben der Gemeinden beständig bewältigen können.